# Lê Văn Phước
Lê Văn Phước (nascido em 15 de outubro de 1929) é um ex-ciclista olímpico vietnamita. Representou sua nação nos Jogos Olímpicos de Verão de 1952 e 1956.